# Tmux
tmux — свободная консольная утилита-мультиплексор, предоставляющая пользователю доступ к нескольким терминалам в рамках одного экрана. tmux может быть отключен от экрана: в этом случае он продолжит исполняться в фоновом режиме; имеется возможность вновь подключиться к tmux, находящемуся в фоне. tmux является штатным мультиплексором терминалов операционной системы OpenBSD. Программа tmux задумывалась как замена программы GNU Screen.
При старте без параметров, в конфигурации по умолчанию tmux создаёт новую сессию с единственным окном и отображает её на экране. Серверная часть tmux запускается автоматически и остаётся работать до конца существования последней запущенной на этом сервере сессии. Возможен запуск нескольких серверов, при этом каждый должен принимать подключения на отдельном сокете.
Сессия tmux — это совокупность псевдотерминалов, находящихся под управлением tmux. К каждой сессии привязаны одно или более окон. Каждое окно создаётся вместе с запуском некоторой программы (по умолчанию — шелла) и вместе с ней закрывается. Экран может быть занят как только одним окном, так и мозаикой из нескольких так называемых панелей (pane), каждая из которых соответствует одному псевдотерминалу.
Несколько экземпляров tmux могут быть присоединены к единственной сессии, на сервере tmux может одновременно работать несколько сессий, а в одной сессии может быть неограниченное количество окон. После закрытия всех сессий работа tmux прекращается.
В статусной строке в самом низу экрана отображается информация о текущей сессии; эта же строка используется для ввода команд самого tmux. При этом ввод команд tmux возможен и напрямую внутри псевдотерминалов благодаря переменной окружения TMUX, добавляемой при запуске приложений в новых окнах.